# Love Her Madly
«Love Her Madly» es una canción escrita por The Doors, fue lanzada como primer sencillo de su álbum L.A. Woman junto con un inédito tema cantado por el teclista de la banda Ray Manzarek llamado "(You Need Meet) Don't Go No Further", versionando a Willie Dixon.
Meses después de su lanzamiento, Jim Morrison moriría por causas aún por determinar.
En septiembre de 1972, fue relanzado como lado B, esta vez como sencillo principal el tema "Riders on the Storm".
En el disco tributo Stoned Immaculate: The Music of The Doors, el cantante Bo Diddley, tocó este tema con el fondo musical de su famoso tema y también versionado por los Doors, "Who Do You Love".
En abril de 1971, debutó en el lugar #74 de la lista Billboard Hot 100 que finalmente alcanzó la posición #11. 

## Listas
| Listas (1971)     | Posición |
| ----------------- | -------- |
| Billboard Hot 100 | 11       |
| México            | 1        |